# 7 TCN
Năm 7 TCN là một năm trong lịch Julius. 